# Fratelli Rossetti
Fratelli Rossetti è un'azienda calzaturiera italiana, che produce scarpe di lusso da uomo e da donna; attiva dal 1953, ha sede a Parabiago.

## Storia
Nel 1945 Renzo Rossetti (1925-2010) apre la sua attività di calzolaio a Parabiago. Renzo all'epoca produceva artigianalmente calzature sportive, in vendita presso il negozio "Brigatti" di Milano. Negli anni successivi produce calzature per i ciclisti della Atala Sport di Padova, fino a quando all'inizio degli anni cinquanta nasce, insieme al fratello Renato, l'azienda Fratelli Rossetti S.p.A. e convertono la loro produzione in scarpe classiche; dal 1954 al 1957 fissano il loro obiettivo sulle ballerine da donna e scarpe semplici da uomo.
Negli anni sessanta la Fratelli Rossetti comincia un periodo di collaborazione con artigiani calzolai; a partire dal 1961 inizia la produzione di mocassini da uomo, nei quali introducono i "fiocchetti" che per primi importano negli Stati Uniti d'America, il mocassino estivo morbido "Yacht" e le scarpe in technicolor. Verso la fine del decennio Renzo sposta la sede della sua azienda nell'attuale stabilimento in via Cantù.
Nel decennio successivo si producono le prime scarpe da donna. Nel 1979 l'incontro avvenuto a New York tra Renzo Rossetti e la coppia di coniugi designer Massimo e Lella Vignelli, sancisce la nascita del logo dell'azienda.
Negli anni ottanta fanno il loro ingresso nell'azienda i tre figli di Renzo, cioè Diego, Luca e Dario Rossetti, che in seguito ricopriranno vari incarichi di responsabilità. Circa dieci anni dopo nasce la linea "Flexa", scarpe casual da uomo. Nel 2003 per i primi cinquant'anni di vita dell'azienda, viene emesso un francobollo dalle Poste italiane. Nello stesso anno viene concluso il processo di restyling dell'azienda, iniziato alla fine degli anni Novanta, con la riapertura della boutique a Milano in via Monte Napoleone in aggiunta a quelle di New York e Londra. Aperta anche una boutique a Beirut.
Nel 2019 vengono lanciati i mocassini Brera Cult, i primi concepiti in particolare per l'on line.

## Opere
- Un certo mondo cammina Rossetti (introduzione di Natalia Aspesi, foto di Gastel), Edizioni Skira, 2006  ISBN 978 8876244803